# Султанов, Зигат Адигамович
Зигат Адигамович Султанов (род.  3 декабря 1932 года) — башкирский писатель, поэт, драматург.  Член Союза писателей БАССР (1971), Союза журналистов БАССР (1967).  Заслуженный работник культуры БАССР. 

## Биография
Султанов Зигат Адигамович (Йыһат Солтанов) родился 3 декабря 1932 года  в деревне Чанкин-Биктимирово (Сунарчи) Зианчуринского района (ныне Саракташский район Оренбургской области) в крестьянской семье.
Его отец умер в 1936 году.  После окончания Сунарчинской начальной школы Зигат поступил в 5 класс Желтинской семилетней школы в соседнем селе, но вынужден был оставить учебу из-за тяжелой болезни.  3 года он был прикован к постели, потом стал передвигаться при помощи костылей, затем стал ходить с клюшкой, через некоторое время без неё. В эти годы он занимался самообразованием и начал писать стихи.
После окончания  полугодовых курсов в районном центре работал в колхозе ветеринарным санитаром, позже рабочим.  В 1950 году за счет колхоза был направлен учиться в Оренбургскую областную сельскохозяйственную среднюю школу по подготовке руководящих колхозных кадров.
В 1951 году со второго курса школы был призван в армию.  Служил в военно-морском флоте с 1951 по 1956 годы мотористом на минном тральщике дважды Краснознаменного Балтийского флота. Принимал участие в разминировании оставшихся со времен Великой Отечественной войны минных полей,  одновременно являлся корабельным библиотекарем.
В 1953 году в  Уфе в журнале “Эдэби Башкортостан” (“Агидель”) впервые было опубликовано его стихотворение “Слово моряка”, в 1957 году на страницах журнала “Пионер” был напечатан его рассказ “Дедушка лес”.
Отслужив в армии, он в 1956 году уехал в Уфу, проработал одну навигацию в Бельском речном пароходстве помощником механика теплохода-буксира № 11. Не получив в Уфе жилья и прописки, вернулся в родную деревню, где вплоть до 1965 года трудился в колхозе рабочим.
В 1959 году женился на односельчанке Сании Гиниятулловне Абдрашитовой. У них родились сын Сабит, дочери Ильмира и Таннура. В деревне З. Султанов окончил вечернее отделение Желтинской средней школы. В 1963 году поступил в заочное отделение филологического факультета Башкирского государственного университета (ныне Уфимский университет науки и технологий), который окончил в 1969 году.
Свои стихи и рассказы публиковал в республиканских журналах и газетах.
С 1965 года  писатель работал в г. Уфе в редакции сатирического журнала “Һэнэк” (Хәнәк - Вилы /рус./), с 1968 года -  литсотрудником в журнале “Башҡортостан ҡыҙы” (“Дочь Башкортостана”), с 1969 по 1986 год -  в редакции журнала “Агидель”, заведующим  отдела литературной критики и публицистики.
З. Султанов - автор  книг для взрослых, и для детей,  пишет романы “Земля моя, люди мои”,"Ядкарь", "Коммунист", стихи, поэмы, драмы, эссе, рассказы, очерки, фельетоны, критические и искусствоведческие статьи,  исторические произведения (описание древнейшей истории башкир - книга “Хатерхитап” (“Памятная книга” или “Книга судьбы народа”),   работает над изданием 15 томов своих сочинений, где художественные произведения составляют – девять, а по истории башкирского народа - шесть томов. Считая, что его взгляды на историю являются препятствием для издания его сочинений,  Зигат Адигамович выложил их в своем сайте.

## Награды и звания
Заслуженный работник культуры БАССР
Литературная премия имени Мухаметши Бурангулова - за произведение «Сөләймән Мырҙабулатов: заманы һәм көрәше» («Сулейман Мурзабулатов - его эпоха и борьба»).

## Произведения
Солтанов Й.Ә. Хажиәхмәт Унасов. Ҡанлы йылдар 1920 -- 1921. Сибай, 2011.
Солтанов Й.Ә. Аҙнамөхәмәт, Салауат һәм Юлай йондоҙлоғо."Ғилем": 2011.
Солтанов Й.Ә. Башҡорттарҙан башлана. Өфө, 2007.
Солтанов Й.Ә. Башҡорт батшалары. Өфө, 2007.
Солтанов Й.Ә. Башҡорт дивизияһы (төрлө мәғлүмәттәр). Өфө, 2007.
Солтанов Й.Ә. Хәтерхитап. Башҡорттарҙың яҙмышы һәм булмышы.Өфө: Китап, 2002.
Солтанов, Й.Ә. Ерем, кешеләрем : Роман – ҡисса / Й.Ә. Солтанов. – Өфө: Китап, 1996.
Солтанов, Й.Ә. Йәдкәр : Роман – ҡисса / Й.Ә. Солтанов. – Өфө: Китап, 1992.
Солтанов, Й.Ә. Йондоҙ ямғыры : Шиғырҙар / Й.Ә. Солтанов. – Өфө: Китап, 1969.
Солтанов, Й.Ә. Ҡояшлы ҡая : Повесть, хикәйәләр / Й.Ә. Солтанов. – Өфө: Китап, 1978.
Солтанов, Й.Ә. Ҡырҡбыуын : Шиғырҙар, поэмалар / Й.Ә. Солтанов. – Өфө: Китап, 1982.
Солтанов, Й.Ә. Минең шәжәрәм : Шиғырҙар һәм поэма / Й.Ә. Солтанов. – Өфө: Китап, 1974.
Солтанов, Й.Ә. Сөләймән Мырҙабулатов. Заманы һәм көрәше : Тәүәрих – публицистика / Й.Ә. Солтанов. – Өфө: Китап, 2006.
Солтанов, Й.Ә. Таң нурҙары : Повесть / Й.Ә. Солтанов. – Өфө: Китап, 1971.
Солтанов, Й.Ә. Урман бабай : Хикәйә / Й.Ә. Солтанов. – Өфө: Китап, 1967.